# Forcella Franche
La forcella Franche (992 m) è un valico alpino della provincia di Belluno. Collega i comuni di Gosaldo (in particolare la frazione Tiser) a Rivamonte Agordino tramite la SP 3 "Val Imperina".
Il passo si trova tra il Piz di Mezzodì (a sudest, 2240 m) e il Col Alt (a nordovest, 1527 m).